# Југоекспорт
Југоекспорт је извозно-увозна фирма, основана 1953. године са центром у Београду. У то време је у Југославији било мало таквих фирми, што је допринело да Југоекспорт постане једна од најугледнијих фирми те врсте.
Почео је са две просторије на првом спрату Коларчеве 1 у центру Београда, с временом је постао једна од већих фирми Југославије. Југоекспорт је југословенска робна кућа која је прва на просторима бивше Југославије нудила купцима квалитетну и модерну робу са светског тржишта какве до тада није било у земљи. Дизајнери у овој робној кући су бирали комаде светских креатора који би се увозили у земљу, док се 1970. њиховом тиму није придружила креаторка Мирјана Марић. На њену иницијативу ова фирма почиње са производњом сопствених колекција. Ове колекције су се реализовале у највећим и најбољим конфекцијским кућама СФРЈ.
Године 1990. Југоекспорт мења своју циљну групу и покреће пројекат Мy wаy. Формиран је дизајн центар којим је руководила Горица Попеску Пешић. Увођењем економских санкција 1992. услови пословања постају отежани што се негативно одражава на рад Југоекспорта, самим тим и њихов утицај на модну сцену Србије нестаје.